# Berlick
Berlick was een Brits historisch merk van motorfietsen.
Berlick ontwikkelde motorfietsen met een 247cc-Villiers-tweetaktmotor met drie versnellingen en asaandrijving. Dat was een tamelijk dure constructie, die in 1929 op de markt kwam. Een slechter moment kon men niet kiezen: door de beurskrach en de daarop volgende Grote Depressie kwam de reeds bestaande Britse industrie in grote problemen en Berlick moest nog in hetzelfde jaar de productie beëindigen.